# NGC 5327
NGC 5327 (również PGC 49234 lub UGC 8768) – galaktyka spiralna z poprzeczką (SBb), znajdująca się w gwiazdozbiorze Panny. Odkrył ją William Herschel 15 kwietnia 1787 roku. Jest to galaktyka z aktywnym jądrem typu LINER.